# Lassbodsjön
Lassbodsjön är en sjö i Härjedalens kommun i Härjedalen och ingår i Ljusnans huvudavrinningsområde. Sjön har en area på 0,181 kvadratkilometer och ligger 404,1 meter över havet. Sjön avvattnas av vattendraget Ol-Olsån (Gröningsån).

## Delavrinningsområde
Lassbodsjön ingår i det delavrinningsområde (687094-142633) som SMHI kallar för Utloppet av Lassbodsjön. Medelhöjden är 479 meter över havet och ytan är 7,34 kvadratkilometer. Räknas de 7 avrinningsområdena uppströms in blir den ackumulerade arean 74,94 kvadratkilometer. Ol-Olsån (Gröningsån) som avvattnar avrinningsområdet har biflödesordning 2, vilket innebär att vattnet flödar genom totalt 2 vattendrag innan det når havet efter 253 kilometer. Avrinningsområdet består mestadels av skog (70 procent) och sankmarker (15 procent). Avrinningsområdet har 0,18 kvadratkilometer vattenytor vilket ger det en sjöprocent på 2,5 procent.